# BLU-91/B
BLU-91/B  —  противотанковая противоднищевая мина. Разработана в США, принята на вооружение в 1979 году.
Мина представляет собой плоскую округлую металлическую коробку. Внутри коробки помещается заряд взрывчатки, а сверху устанавливается взрыватель. Взрыв происходит при наезжании проекции танка (БМП, БМД, БТР, автомобиля) на мину, его магнитное поле воздействует на реагирующее устройство взрывателя. Поражение машинам наносится за счёт пробивания днища кумулятивной струей при взрыве заряда мины в момент, когда танк или другая машина окажется над миной. Предназначена для установки средствами механизации.

## ТТХ
| Габариты лёгкого корпуса          | 14.5х14.5х 8 см            |
| Время боевой работы               | 4 часа, 48 часов, 15 суток |
| Время перевода в боевое положение | 2 мин                      |